# Вайское сельское поселение
Вайское се́льское поселе́ние — муниципальное образование в Красновишерском районе Пермского края Российской Федерации.
Административный центр — посёлок Вая.

## История
Статус и границы сельского поселения установлены Законом Пермской области от 5 марта 2011 года № 744-ПК «Об образовании нового муниципального образования Вайское сельское поселение».

## Население
| 2010 | 2012 | 2013 | 2014 | 2015 | 2016 | 2017 |
| ---- | ---- | ---- | ---- | ---- | ---- | ---- |
| 591  | ↗870 | ↘797 | ↘761 | ↘726 | ↘663 | ↘653 |
| 2018 | 2019 |      |      |      |      |      |
| ↘629 | ↘572 |      |      |      |      |      |

## Состав сельского поселения
| № | Населённый пункт | Тип населённого пункта          | Население |
| - | ---------------- | ------------------------------- | --------- |
| 1 | Акчим            | деревня                         | 3         |
| 2 | Вая              | посёлок, административный центр | 393       |
| 3 | Велс             | посёлок                         | 198       |
| 4 | Волынка          | посёлок                         | 52        |
| 5 | Золотанка        | посёлок                         | 78        |
| 6 | Мутиха           | посёлок                         | 147       |
| 7 | Сыпучи           | посёлок                         | 64        |

## Известные уроженцы
- Собянин, Евгений Константинович (1896—1963) — советский военачальник, генерал-майор. Родился 20 декабря 1896 года в селе Мартина[11], ныне несуществующее село располагавшееся на территории нынешнего Вайского сельского поселения.